# Tekmovanje bober
Bober je mednarodno tekmovanje iz računalniškega razmišljanja, namenjeno osnovnošolcem od tretjega razreda naprej in srednješolcem. Njegov namen je povečati zanimanje učencev za računalništvo. Tekmovalne naloge se navezujejo na algoritmično razmišljanje, logično sklepanje in razvoj spretnosti za reševanje problemov
Organizator tekmovanja za Slovenijo je ACM Slovenija v sodelovanju z Univerzami v Ljubljani, Mariboru in Kopru.